# Българско училище „Златен век“
Българското училище „Златен век“ (на немски: Bulgarische Schule „Zlaten Vek“) е училище на българската общност в Нюрнберг, провинция Бавария, Германия. Създадено е през 2009 г. В училището се обучават деца от предучилищна възраст до 12-ти клас. От 1-ви до 4-ти клас се преподават само български език и литература, а от 5-ти до 12-ти клас се преподават български език и литература, география и история на България. Към 2024 г. директорка на училището е Надя Макавеева.

## История
Училището е открито на 10 октомври 2009 г., по инициатива на тогавашното студентско дружество „Златен век“ в Ерланген.